# Parallelia neptunia
Parallelia neptunia är en fjärilsart som beskrevs av Holland 1894. Parallelia neptunia ingår i släktet Parallelia och familjen nattflyn. Inga underarter finns listade i Catalogue of Life.